# Serafin (Amielczenkow)
Serafin, imię świeckie Władimir Leonidowicz Amielczenkow (ur. 25 kwietnia 1985 w Smoleńsku) – rosyjski biskup prawosławny.

## Życiorys
Ukończył seminarium duchowne w Smoleńsku w 2004 r., Moskiewską Akademię Duchowną w 2006 r. oraz studia historyczne na Państwowym Uniwersytecie w Smoleńsku w 2009 r. Posiada stopień kandydata nauk teologicznych uzyskany na podstawie pracy dyplomowej poświęconej ziemi smoleńskiej podczas II wojny światowej oraz stopień kandydata nauk historycznych uzyskany w 2010 r. na Państwowym Uniwersytecie im. Pietrowskiego w Briańsku.
Od 2006 r. był wykładowcą seminarium duchownego w Smoleńsku, natomiast od 2007 r. – sekretarzem eparchii smoleńskiej. Rok później złożył przed metropolitą smoleńskim i kaliningradzkim Cyrylem, w katedralnym soborze Zaśnięcia Matki Bożej w Smoleńsku, wieczyste śluby mnisze, przyjmując imię zakonne Serafin na cześć św. Serafina (Ostroumowa). 27 kwietnia 2008 r. w tej samej świątyni metropolita Cyryl wyświęcił go na hierodiakona, zaś 15 czerwca – na hieromnicha, kierując go następnie do pracy duszpasterskiej w cerkwi św. Jana Chrzciciela w Smoleńsku. W kwietniu 2012 r. hieromnich Serafin został proboszczem parafii przy cerkwi-pomniku Zmartwychwstania Pańskiego w Katyniu.
Od 2014 r. pracował w centralnej kancelarii Patriarchatu Moskiewskiego. W latach 2014–2017 studiował na Chrześcijańskiej Akademii Teologicznej w Warszawie, uzyskując stopień naukowy doktora teologii na podstawie pracy (w jęz. ros.) zatytułowanej «Священномученик Серафим (Остроумов), архиепископ Смоленский и его пастырское служение в Польше и России» („Święty męczennik Serafin (Ostroumow), arcybiskup smoleński oraz jego duszpasterstwo w Polsce i Rosji”). 
4 maja 2017 r. został nominowany na biskupa lubierieckiego, wikariusza eparchii moskiewskiej, równocześnie uzyskując stanowisko przewodniczącego wydziału synodalnego ds. młodzieży. Został także dokooptowany do Wyższej Rady Cerkiewnej, a 22 maja 2017 r. mianowany proboszczem parafii Zaśnięcia Matki Bożej w Moskwie-Kruticach, posiadającej szczególny status metochionu patriarszego. Jego chirotonia biskupia odbyła się 4 czerwca 2017 r. w soborze Zaśnięcia Matki Bożej w kompleksie ławry Troicko-Siergijewskiej pod przewodnictwem patriarchy moskiewskiego i całej Rusi Cyryla. W tym czasie był najmłodszym biskupem Rosyjskiego Kościoła Prawosławnego.
Postanowieniem Świętego Synodu z 14 lipca 2018 r., został mianowany rektorem Petersburskiej Akademii Duchownej, z jednoczesnym przeniesieniem do eparchii petersburskiej i nadaniem mu tytułu biskupa peterhofskiego. W lipcu 2019 r. Święty Synod mianował go kierownikiem synodalnego wydziału ds. młodzieży, przenosząc go równocześnie do eparchii moskiewskiej miejskiej z tytułem pomocniczego biskupa istrzańskiego.